# Плантарный фасциит
Плантарный фасциит, также подошвенный фасциоз или пяточная шпора — это заболевание, обусловленное воспалительно-дегенеративными изменениями плантарной (подошвенной) фасции.
Подошвенный фасциит является наиболее распространенной причиной боли в пятке, которая особенно сильно ощущается в начале ходьбы (утром при первых шагах). Кроме того, при подошвенном фасциите может болеть свод стопы и лодыжка.
Характеризуется появлением боли в месте прикрепления подошвенной фасции к пяточной кости (пяточная энтезопатия), которая может иррадиировать вдоль медиального края подошвенной фасции. Диагностика основывается на клинических данных.

## Этиология
Обычная причина плантарного фасциита – укорочение или контрактура икроножных мышц и подошвенной фасции. Факторами риска заболевания являются малоподвижный образ жизни, ожирение, работа, требующая длительного нахождения в положении сидя, очень высокий или низкий свод стопы и постоянное ношение обуви на высоком каблуке. Заболевание характерно для бегунов и танцоров, а также для людей, работа которых связана с длительным пребыванием в положении стоя или с длительной ходьбой по твердой поверхности.
С подошвенным фасциитом ассоциируются ожирение, ревматоидный артрит, реактивный артрит и псориатический артрит. Его развитию могут способствовать многократные инъекции глюкокортикоидов, которые индуцируют дегенеративные изменения фасции и атрофию пяточной жировой подушки.

## Патогенез
Подошвенная фасция (апоневроз) прикрепляется к пяточному бугру и головкам плюсневых костей, поддерживая продольный свод стопы. В вертикальном положении человека приблизительно половина массы его тела оказывает давление на эту фасцию, при этом наибольшее напряжение испытывают ткани в месте прикрепления к пяточному бугру. В связи с постоянной нагрузкой возможны микронадрывы фасции, которые в норме регрессируют самостоятельно. Однако в некоторых случаях постоянная микротравматизация может послужить причиной хронического асептического воспаления с болевым синдромом. На фоне плантарного фасциита, в качестве компенсаторной реакции, возможно образование краевых костных разрастаний (остеофитов), получивших название «пяточных шпор».
Пяточной шпорой преимущественно страдают люди старше 40 лет, причём больше к этому заболеванию предрасположены женщины. Вероятность развития пяточных шпор увеличивают лишний вес, проблемы с позвоночником, артриты, плоскостопие, заболевания крупных суставов ног, травмы пяточной кости, подагра, нарушение кровообращения ног. Также плантарный фасциит встречается у спортсменов при длительных нагрузках в области пятки.

## Симптомы и дифференциальный диагноз

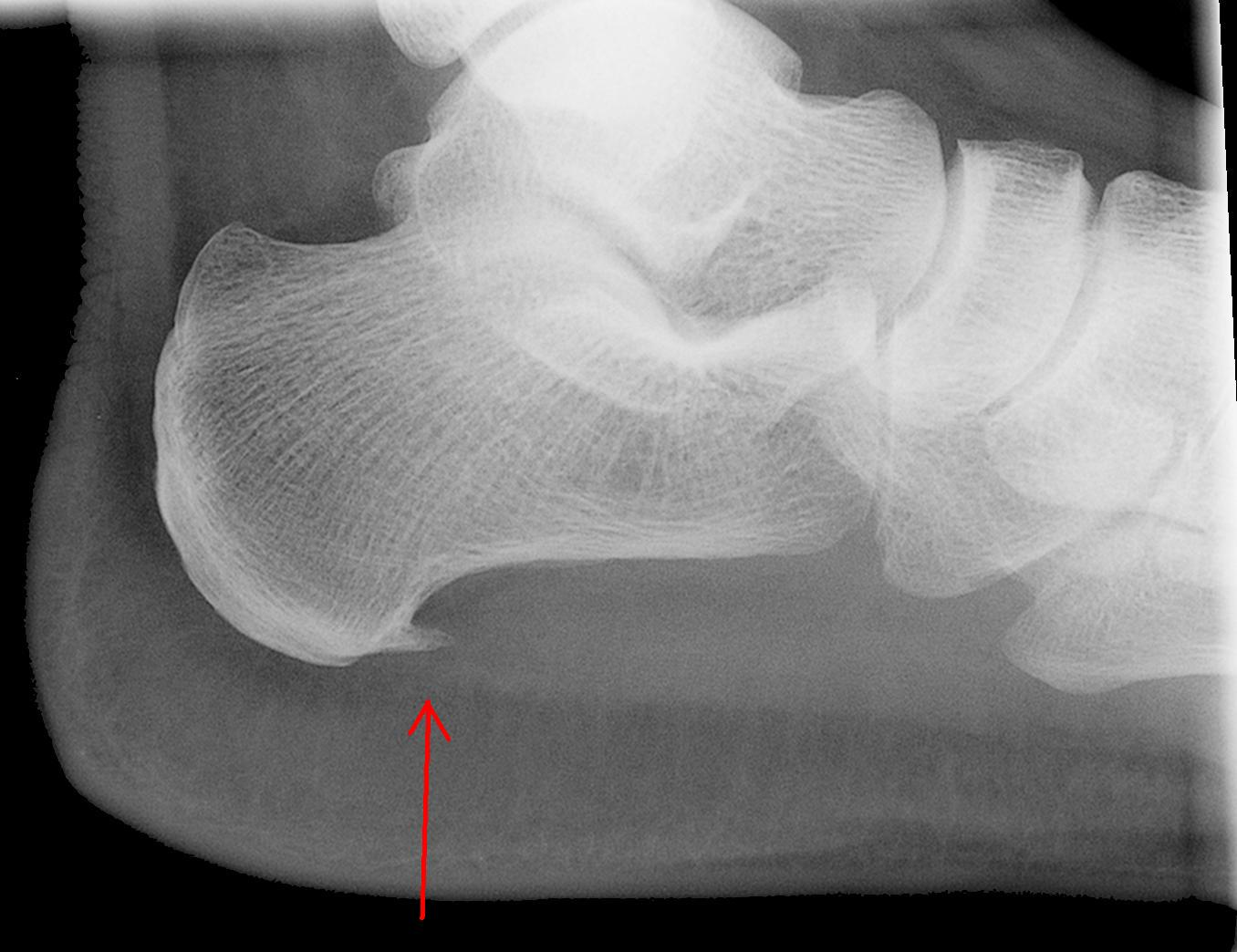
Краевой остеофит пяточной кости (пяточная шпора) на рентгенограмме стопы

Ведущий симптом плантарного фасциита — боли в пяточной области, возникающие или усиливающиеся при нагрузке. Болевые ощущения более выражены в утренние часы. В большинстве случаев для диагностики плантарного фасциита достаточно анализа жалоб пациента, физикального осмотра и рентгенографии, позволяющих выявить наличие пяточной шпоры. Отсутствие пяточной шпоры в совокупности с пяточной болью требуют дифференциального диагноза, в первую очередь, с системными воспалительными заболеваниями (ревматоидный артрит, синдром Рейтера и др.), которые также могут дебютировать пяточной болью. Фасциит может осложняться переломами остеофитов.

## Лечение
Лечение плантарного фасциита заключается в обеспечении разгрузки применением различного рода стелек и подпятников, физиотерапевтическом комплексном лечении, направленном на устранение воспаления мягких тканей и размягчение «шпоры»: массаж, различные согревающие растирки, грязевые аппликации, тёплые и минеральные ванны. В более сложных случаях применяется ультразвуковая терапия, низкоинтенсивная лазерная терапия, ударно-волновая терапия, местное введение кортикостероидов (дипроспан, флостерон), гамма-терапия при помощи радиотерапевтических установок используемых в онкологии, (например, РОКУС-АМ)  При отсутствии эффекта от вышеперечисленных методов применяют оперативное лечение — удаление костного выроста хирургическим путём (эндоскопическим или открытым методом) и иссечение измененных тканей.
Иногда больным также помогает лечебная физкультура и массаж, направленные на устранение причин пяточной шпоры. Причины в данном случае связаны с укорачиванием и жёсткостью соединительных тканей ступни и голени (фасций, сухожилий и т. д.). Их растягивают специальными физическими упражнениями (особенно по утрам), чтобы потом при ходьбе не происходили микроразрывы в области стопы. Больным рекомендуется вести активный образ жизни, но избегать перегрузок стопы, также своевременно лечить плоскостопие и артриты. Людям с избыточным весом его следует сбросить, чтобы уменьшить нагрузки на стопу.
Для уменьшения давления при ходьбе на пяточную область и поддержания продольного свода стопы пациентам рекомендуется использовать ортопедические стельки-супинаторы и специальные мягкие вкладыши с углублением в центре пятки. Также существуют специальные протезы-приспособления (ортезы), которые имеют форму сапога, и стопа в них жёстко фиксирована под углом к голени. Их надевают на ночь, что позволяет растянуть плантарную фасцию и добиться правильного срастания микроразрывов во время сна.
Положительный результат в лечении дают также физиотерапевтические процедуры электрофорез и ультразвук.